# Trichodesma stocksii
Trichodesma stocksii är en strävbladig växtart som beskrevs av Pierre Edmond Boissier. Trichodesma stocksii ingår i släktet Trichodesma och familjen strävbladiga växter. Inga underarter finns listade i Catalogue of Life.